# Kärnkraft i Ukraina

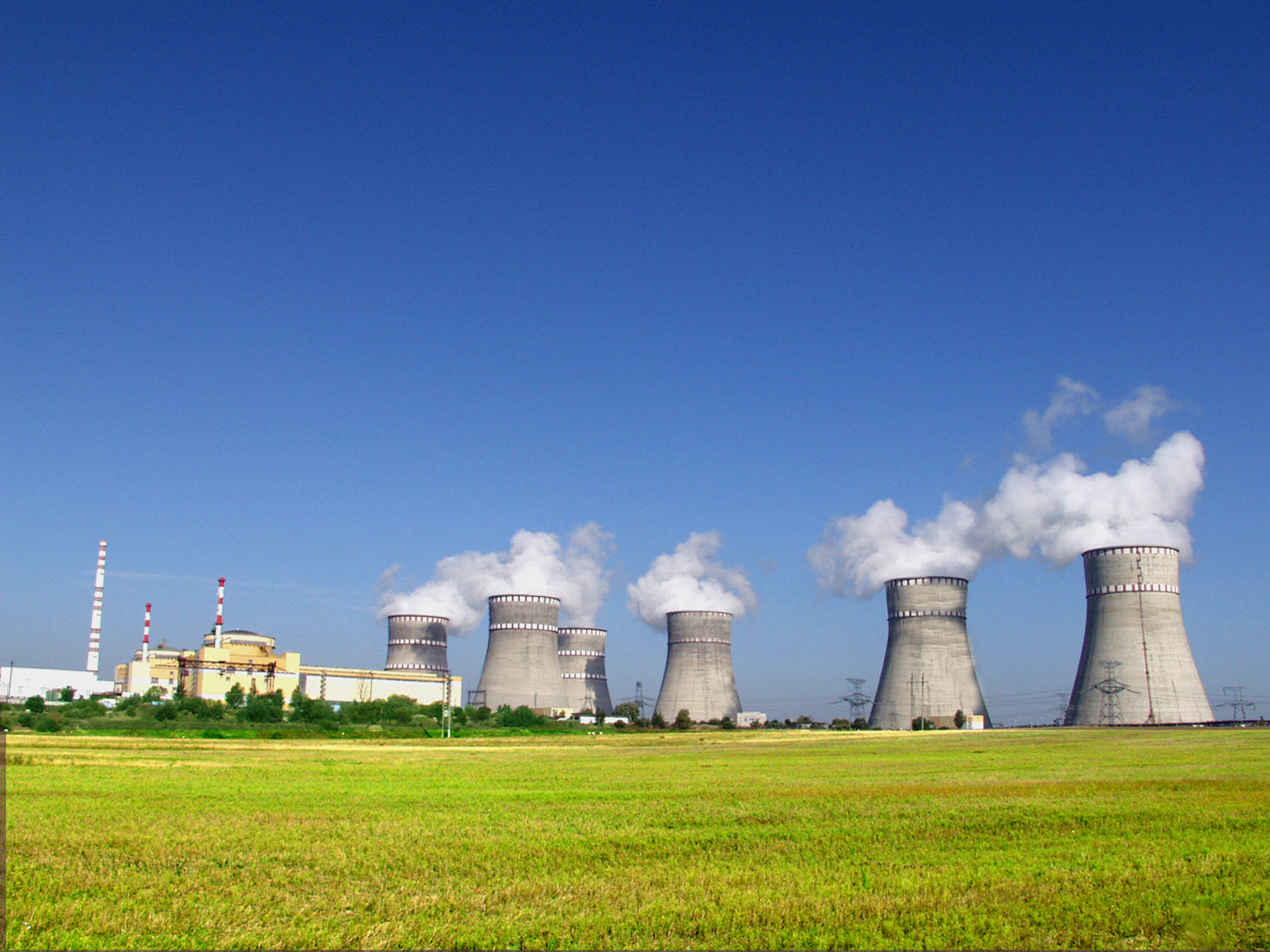
Rivne kärnkraftverk.

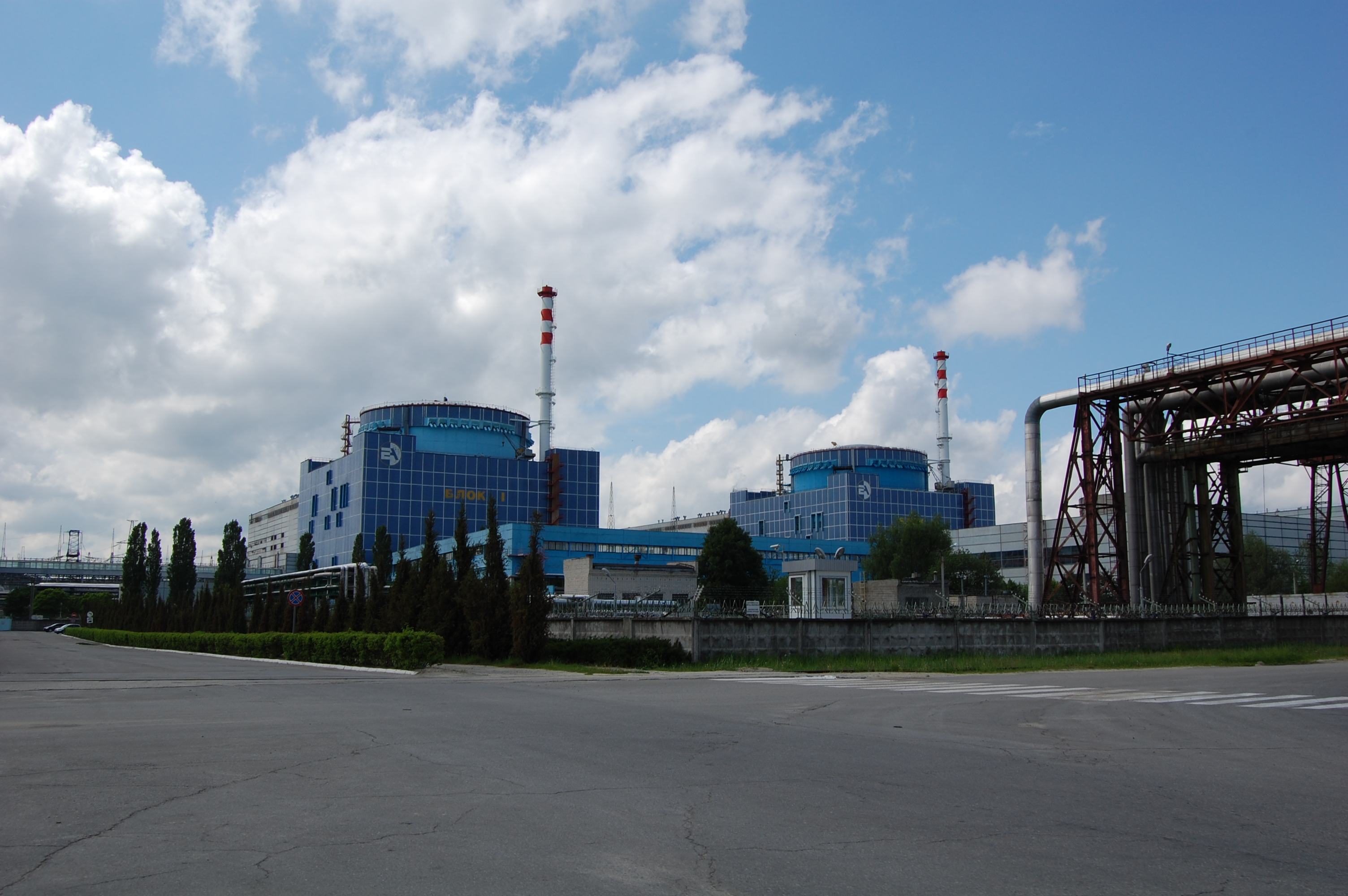
Chmelnytskyjs kärnkraftverk.

Elproduktion i Ukraina 1985–2020

Kärnkraften i Ukraina består av fyra kärnkraftverk med sammanlagt 15 reaktorer, vilka stod 2019 för drygt hälften av landets elproduktion och omkring 20 procent av landets totala energiproduktion. Den sammanlagda installerade kapaciteten är drygt 13 GW, vilken 2020 gjorde Ukraina till det sjunde största kärnkraftlandet i världen. Samtliga kärnkraftverk drivs av det statliga företaget Energoatom. Bränsle till kärnkraftverken kom ursprungligen från Sovjetunionen och senare Ryssland, men kommer sedan några år till stor del från Westinghouses dotterbolag i Sverige.

## Kärnkraftverk i drift
- Zaporizjzjas kärnkraftverk i Zaporizjzja i Dnipropetrovsk oblast i sydöstra Ukraina, med sex reaktorer (47°30′30″N 34°35′4″Ö / 47.50833°N 34.58444°Ö)
- Rivnes kärnkraftverk i Rivne i Rivne oblast i nordvästra Ukraina, med fyra reaktorer (51°19′39″N 25°53′32″Ö / 51.32750°N 25.89222°Ö)
- Södra Ukrainas kärnkraftverk i närheten av Juzjnoukraїnska i Mykolajiv oblast i sydvästra Ukraina, med tre reaktorer (47°49′0″N 31°13′0″Ö / 47.81667°N 31.21667°Ö)
- Chmelnytskyjs kärnkraftverk i Chmelnytskyj oblast mellan Kiev och Lviv i västra Ukraina, med två reaktorer i drift och två under uppförande (50°18′5.06″N 26°38′10″Ö / 50.3014056°N 26.63611°Ö)

## Kärnkraftverk, som ej är i drift
- Tjernobyls kärnkraftverk i Tjernobyl i norra Ukraina, nedstängt efter Tjernobylolyckan 1986 (51°23′22″N 30°5′57″Ö / 51.38944°N 30.09917°Ö)
- Tjyhyryn kärnkraftverk i Tjyhyryn i Tjerkasy oblast, påbörjat och 1989 avslutat bygge (49°05′05″N 32°47′07″Ö / 49.08472°N 32.78528°Ö)
- Krims kärnkraftverk på Krim , påbörjat kärnkraftsbygge, som övergavs efter Tjernobylolyckan 1986 (45°23′31″N 35°48′13″Ö / 45.391937°N 35.803727°Ö)
- Charkivs kärnkraftverk i Birky i Kharkiv Oblast, påbörjat 1986 och avbrutet 1989 (49°41′17″N 36°04′05″Ö / 49.688°N 36.068°Ö
- Odesa kärnkraftverk i Teplodar, planerat kärnkraftsbygge, som avbröts 1986 (46°27′49″N 30°19′5″Ö / 46.46361°N 30.31806°Ö)